# C1orf109
Khung đọc mở nhiễm sắc thể 1 số 109 (tiếng Anh: Chromosome 1 open reading frame 109) là protein ở người được mã hóa bởi gen C1orf109.

## Ý nghĩa lâm sàng
Gen C1orf109 có thể có vai trò trong quá trình tăng sinh tế bào ung thư.